# Zîbîn, Malîn
Zîbîn (în ucraineană Зибин) este un sat în comuna Vorsivka din raionul Malîn, regiunea Jîtomîr, Ucraina.

## Demografie
Componența lingvistică a localității Zîbîn
     Ucraineană (98,25%)
     Rusă (1,75%)
Conform recensământului din 2001, majoritatea populației localității Zîbîn era vorbitoare de ucraineană (98,25%), existând în minoritate și vorbitori de rusă (1,75%).